# Adam Armstrong
Adam James Armstrong (* 10. února 1997 Newcastle) je anglický profesionální fotbalista, který hraje na pozici útočníka za anglický klub Southampton FC. Je také bývalým mládežnickým reprezentantem.

## Klubová kariéra

### Newcastle United
Armstrong, který se narodil ve městě Newcastle upon Tyne, je odchovancem místního klubu Newcastle United, do jehož akademie nastoupil ve věku devíti let v roce 2006.
Dne 15. března 2014 Armstrong debutoval, když v 86. minutě ligového utkání proti Fulhamu vystřídal Luuka de Jonga, stal se tak druhým nejmladším hráčem klubu (po Kazenga LuaLuovi), který nastoupil do zápasu Premier League.
Dne 24. září 2014 se Armstrong poprvé objevil v základní sestavě Newcastle, a to v třetím kole EFL Cupu proti Crystal Palace. Newcastle vyhrál zápas 3:2 po prodloužení s tím, že Armstrong asistoval na branky Emmanuela Rivièreho a Paula Dummetta.

#### Coventry City (hostování)
Dne 28. července 2015 Armstrong odešel na půlroční hostování do Coventry City. V klubu debutoval 8. srpna, když vstřelil oba góly při výhře 2:0 nad Wiganem Athletic v prvním zápase nové sezóny League One. O týden později vstřelil další dvě branky při vítězství 4:0 na hřišti Millwallu. Poté, co znovu skóroval ve svém dalším zápase, dne 18. srpna při výhře 3:2 proti Crewe Alexandře, vyhrál Armstrong ocenění pro nejlepšího hráče League One za měsíc srpen, když vstřelil pět gólů v pěti zápasech.
Dne 19. září Armstrong vstřelil šestý gól sezóny při výhře nad Chesterfieldu, a 3. října odehrál své třetí dvoubrankové utkání v sezóně při výhře 3:0 nad Shrewsbury Town. Další dva po sobě jdoucí zápasy, ve kterých vstřelil dvě branky, odehrál na přelomu října a listopadu; jednalo se o domácí vítězství nad Peterborough United a Barnsley. Armstrong vstřelil svůj první hattrick v kariéře 2. ledna 2016, a to při výhře 5:0 nad Crewe Alexandra.
Dne 14. ledna 2016 bylo Armstrongovo hostování prodlouženo do konce sezóny. Při svém angažmá v klubu odehrál Armstrong 40 ligových utkání, ve kterých vstřelil 20 branek a stal se tak 5. nejlepším střelcem soutěže.

#### Barnsley (hostování)
Navzdory tomu, že se odehrál dvě utkání v dresu Newcastlu na začátku sezóny 2016/17, odešel Armstrong 30. srpna na půlroční hostování do druholigového Barnsley, poté, co před svým odchodem podepsal novou čtyřletou smlouvu na St James' Park, avšak nedostal důvěru od trenéra Rafaela Beníteze. Za Tykes debutoval 10. září, když nastoupil do utkání proti Prestonu North End. V zápase, který skončil výhrou 2:1 vstřelil vítězný gól. V lednu 2017 Armstrong prodloužil své hostování v klubu až do konce sezóny 2016/17.

#### Bolton Wanderers (hostování)
Dne 17. července 2017 se Armstrong připojil k Bolton Wanderers na půlroční hostování. V klubu debutoval 6. srpna při domácí porážce 3:2 s Leedsem United. Svůj první gól v klubu vstřelil 4. listopadu 2017, a to při výhře 2:1 do sítě Norwiche. Armstrong byl stáhnut z hostování 4. ledna 2018 poté, co odehrál 23 utkání v dresu Boltonu.

### Blackburn Rovers
Dne 9. ledna 2018 odešel Armstrong na půlroční hostování do třetiligového Blackburnu Rovers. V klubu debutoval o čtyři dny později, když odehrál poslední půlhodinu ligového utkání proti Shrewsbury Town. Svoji první branku vstřelil 10. února při remíze 2:2 proti Oldhamu Athletic. V následujícím kole se objevil v základní sestavě a trenéru Tonymu Mowbrayovi se odvděčil dvěma vstřelenými brankami do sítě Portsmouthu při výhře 2:1. Na svou střeleckou formu navázal i v dalším zápase, když se prosadil do sítě Bury FC. Na konci sezóny měl na svém kontě 9 vstřelených branek a 2 asistence v 21 zápasech, a pomohl tak klubu k postupu do EFL Championship.
Armstrong přestoupil do Blackburnu natrvalo 6. srpna 2018 za poplatek, který se údajně pohyboval ve výši asi 1,75 milionu liber. V klubu podepsal čtyřletou smlouvu.
Dne 22. února 2020 vstřelil dvě branky do sítě Brentfordu, a zajistil tak Blackburnu bod za remízu 2:2. 19. září téhož roku zaznamenal první hattrick v dresu Rovers, a to při výhře 5:0 nad Wycombe Wanderers. Na konci října vstřelil dva góly ve dvou po sobě jdoucích zápasech; při výhře 4:0 nad Coventry a při prohře 2:4 s Readingem. 20. února 2021 poprvé navlékl na svou ruku kapitánskou pásku, a to v utkání proti Nottinghamu Forest při absenci stopera Darragha Lenihana. V posledních třech kolech sezóny 2020/21 vstřelil dohromady 7 branek; hattricky v zápasech proti Huddersfieldu a Birminghamu a jednu branku do sítě Rotherhamu United. V sezóně dal ve 40 zápasech 28 ligových gólů; v tabulce střelců EFL Championship skončil na druhém místě za Ivanem Toneym, který se střelecky prosadil jednatřicetkrát.

### Southampton
Dne 10. srpna 2021 přestoupil Armstrong do prvoligového Southamptonu za částku okolo 15 milionů liber; v klubu podepsal čtyřletou smlouvu. Při svém debutu v klubu, při prohře 3:1 proti Evertonu v prvním kole sezóny 2021/22, vstřelil jedinou branku svého nového týmu.

## Reprezentační kariéra
Armstrong odehrál první dvě utkání druhé části kvalifikace na Mistrovství Evropy do 17 let 2014, při výhrách 1:0 nad Českem a Albánií. Anglická reprezentace k účasti na závěrečném turnaji potřebovala v posledním zápase skupiny proti Itálii remízu. Armstrong otevřel skóre utkání, které Anglie vyhrála 2:1 a zajistila si tak postup na finálový turnaj, který se konal na Maltě. Armstrong byl nominován na závěrečný turnaj, během kterého dvakrát skóroval. Do finálového utkání, které Anglie vyhrála nad Nizozemskem po penaltovém rozstřelu, však kvůli zranění nenastoupil.
Armstrong byl nominován do anglické reprezentace do 20 let na Mistrovství světa 2017. Na turnaji odehrál čtyři utkání; v úvodním zápase skupiny proti Argentině vstřelil gól při výhře 3:0. Byl nevyužitým náhradníkem ve finále proti Venezuele, které Anglie vyhrála 1:0.

## Statistiky
K 18. září 2021
| Klub                     | Sezóna  | Liga           | Liga   | Liga | FA Cup | FA Cup | EFL Cup | EFL Cup | Ostatní | Ostatní | Celkem | Celkem |
| Klub                     | Sezóna  | Liga           | Zápasy | Góly | Zápasy | Góly   | Zápasy  | Góly    | Zápasy  | Góly    | Zápasy | Góly   |
| ------------------------ | ------- | -------------- | ------ | ---- | ------ | ------ | ------- | ------- | ------- | ------- | ------ | ------ |
| Newcastle United         | 2013/14 | Premier League | 4      | 0    | 0      | 0      | 0       | 0       | —       | —       | 4      | 0      |
| Newcastle United         | 2014/15 | Premier League | 11     | 0    | 1      | 0      | 3       | 0       | —       | —       | 15     | 0      |
| Newcastle United         | 2015/16 | Premier League | 0      | 0    | —      | —      | —       | —       | —       | —       | 0      | 0      |
| Newcastle United         | 2016/17 | Championship   | 2      | 0    | —      | —      | 0       | 0       | —       | —       | 2      | 0      |
| Newcastle United         | 2017/18 | Premier League | 0      | 0    | 0      | 0      | —       | —       | —       | —       | 0      | 0      |
| Newcastle United         | Celkem  | Celkem         | 17     | 0    | 1      | 0      | 3       | 0       | —       | —       | 21     | 0      |
| Coventry City (host.)    | 2015/16 | League One     | 40     | 20   | 0      | 0      | 0       | 0       | 0       | 0       | 40     | 20     |
| Barnsley (host.)         | 2016/17 | Championship   | 34     | 6    | 1      | 0      | —       | —       | —       | —       | 35     | 6      |
| Bolton Wanderers (host.) | 2017/18 | Championship   | 20     | 1    | 0      | 0      | 3       | 2       | —       | —       | 23     | 3      |
| Blackburn Rovers (host.) | 2017/18 | League One     | 21     | 9    | —      | —      | —       | —       | —       | —       | 21     | 9      |
| Blackburn Rovers         | 2018/19 | Championship   | 44     | 5    | 2      | 1      | 2       | 3       | —       | —       | 48     | 9      |
| Blackburn Rovers         | 2019/20 | Championship   | 46     | 16   | 1      | 1      | 1       | 0       | —       | —       | 48     | 17     |
| Blackburn Rovers         | 2020/21 | Championship   | 40     | 28   | 1      | 0      | 2       | 1       | —       | —       | 43     | 29     |
| Blackburn Rovers         | Celkem  | Celkem         | 130    | 49   | 4      | 2      | 5       | 4       | —       | —       | 139    | 55     |
| Southampton              | 2021/22 | Premier League | 5      | 1    | 0      | 0      | —       | —       | —       | —       | 5      | 1      |
| Celkem                   | Celkem  | Celkem         | 267    | 86   | 6      | 2      | 11      | 6       | 0       | 0       | 284    | 94     |

## Ocenění

### Klubové

#### Blackburn Rovers
- EFL League One: 2017/18 (druhé místo)[52]

### Reprezentační

#### Anglie U17
- Mistrovství Evropy do 17 let: 2014[48]

#### Anglie U20
- Mistrovství světa do 20 let: 2017[51]

#### Anglie U21
- Tournoi de Toulon: 2018[53]

### Individuální
- Jedenáctka sezóny EFL League One: 2015/16[54]
- Hráč měsíce EFL League One: srpen 2015, únor 2018
- Hráč měsíce EFL Championship: leden 2019
- Gól sezóny Coventry City: 2015/16
- Gól sezóny Barnsley: 2016/17
- Gól sezóny Blackburnu Rovers: 2019/20
- Hráč sezóny Blackburnu Rovers: 2019/20